# DeLclima
La Mitsubishi Electric Hydronics and IT Cooling è un'azienda italiana che opera nel settore della climatizzazione, attraverso i brand Climaveneta ed RC GROUP. Precedentemente era nota come DeLclima, che operava anche nel business del riscaldamento tramite la società DL Radiators.

## Storia
Il gruppo, con sede a Treviso, è stato fondato nel 2012 a seguito dello scorporo da De'Longhi. DeLclima è stata quotata alla Borsa di Milano dal 2012 a Febbraio 2016, data del delisting seguito all'acquisizione da parte di Mitsubishi Electric, avvenuta alla fine del 2015. A Marzo 2016 la società è stata quindi rinominata Mitsubishi Electric Hydronics & IT Cooling S.p.A.
Tutte le società del gruppo hanno lo scopo di aumentare il comfort e la produttività aziendale fornendo soluzioni in grado di sfruttare le risorse rinnovabili.
DeLclima ha impianti produttivi in tre continenti ed opera in tutto il mondo attraverso filiali, distributori e società di assistenza tecnica, con particolare attenzione in Europa, Cina e India.
Nel 2015 viene rilevata dalla giapponese Mitsubishi Electric Corporation e il 24 febbraio 2016 viene revocata dalla quotazione alla Borsa di Milano in seguito al successo dell'OPA obbligatoria lanciata dai nipponici, prendendo il nome di Mitsubishi Electric Hydronics and IT Cooling.